# 일본의 수도

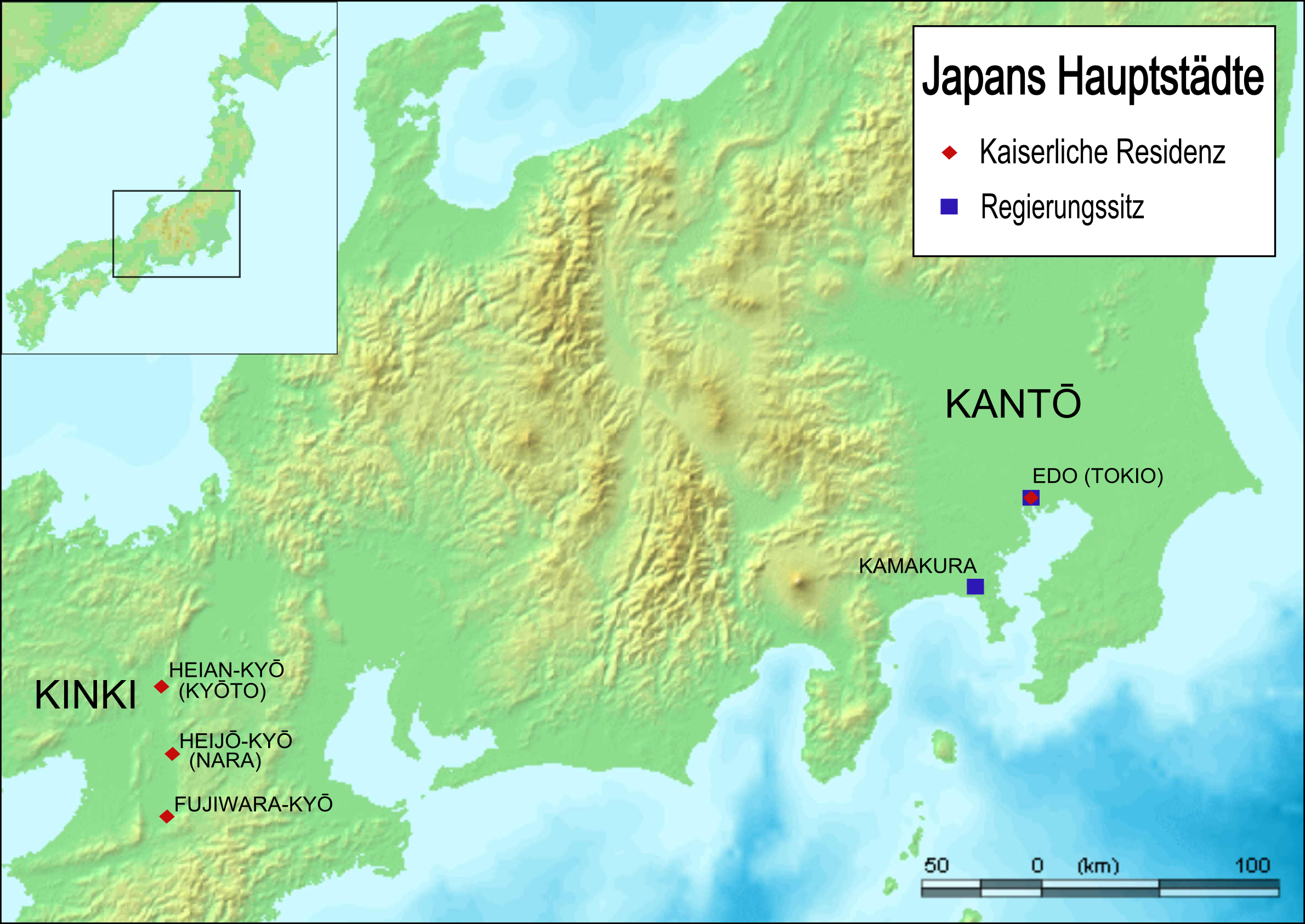

현재의 일본의 수도는 도쿄이다. 이 문서는 역사속 일본의 수도(日本の首都)에 관해 기술한 것이다.

## 개요
수도는 일본 제1의 도읍지와 고쿄, 일본국 정부가 있는 곳이 수도이지만, 일본에서 수도라는 말이 일반화된 것은 제2차 세계대전 후이며 전쟁 전부터 전후 한동안은 "주요 도시(主都)"를 수도라고 기술하는 사례도 많아 명확한 구별은 없었다. 현재의 개념에 해당하는 수도는 1868년 이래 주로 "제도(帝都)"라고 칭해졌고 1950년에 "수도 건설법"이 제정된 이후에 수도란 말이 보급되었다.
일본의 수도에 해당하는 도읍지는 유사 이래 기나이(현재의 긴키 지방)에서 천도해 왔다. 794년에 간무 천황에 의해 정해진 헤이안쿄 이래 천도 선언과 같은 법령, 헌법 또는 현행법 등에서 직접적인 표현으로 정한 것은 없다. 그러나 현재의 수도는 일반적으로는 수도 건설법에 의해 정해진 도쿄도(東京都)라고 되어 있다. "수도권 정비법"에서는, 도쿄 도가 수도인 것을 전제로 도쿄 도의 구역 및 정령으로 정하는 그 주변 지역(수도권 정비법 시행령에 의해 사이타마현, 지바현, 가나가와현, 이바라키현, 도치기현, 군마현 및 야마나시현)을 수도권이라고 정하고 있다.
수도 건설법은 1956년에 폐지되어 현행법으로 "수도는 도쿄 도"라고 직접적인 표현을 이용해 정하는 것은 없지만 도쿄 도가 수도로 간주되는 이유는 일본국 헌법에 "일본의 상징이며 일본 국민 통합의 상징"이라고 규정되는 천황이 상주하는 것, 고쿄가 도쿄 도에 소재하는 것, 일본 국회, 일본 수상 관저와 중앙 관청, 최고 재판소의 삼권의 최고 기관이 모두 도쿄 도의 지요다구에 소재하는 것을 들 수 있다. 국회 소집의 조서에는 국회 의사당이 소재하는 "도쿄에 소집한다"라고 쓰여 있다. 또 국제적으로도 도쿄 도가 일본의 수도로 간주되고 있다.
일본의 통계 등에서는 23개의 특별구(도쿄 23구)가 "도쿄"라는 하나의 도시인 것처럼 다루어지는 것이 많고 일반적으로도 도쿄 도 중 23구를 도쿄 도내, 그 외의 시정촌을 도쿄 도하로 구별하기도 하지만 이것은 23구가 옛 도쿄시에 상응하는 것에 유래하는 것으로 현재는 23구를 하나로 해 자치권을 가지는 행정 단위는 존재하지 않는다. 한편 자치체로서의 도쿄 도가 공식적으로 이용하고 있는 도쿄 도의 영어의 명칭은 "Tokyo Metropolis"이고 도쿄 도지사는 "Governor"로서 국제 회의에 출석하는 등 도쿄 도라는 한 개의 자치체가 도시로 취급이 되고 있고 대외적으로 23구와 다마 지역이나 도서부를 분리하는 의미는 없다. 이와 같이 일본의 중추적인 수도 기능이 집중하는 23구로 한정하고 수도로 하기도 하지만 대외적으로는 다마 지역이나 도서부를 포함한 도쿄 도 전역을 가지고 수도로 하는 예가 많다.
옛날에는 현재의 교토시나 나라시 및 그 주변에 수도가 놓여 있었던 적이 많아 야마시로국, 야마토국, 셋쓰국, 가와치국, 이즈미국(교토부의 일부, 나라현, 오사카부, 효고현의 일부)는 합쳐서 기나이로 불리고 있었다. 현재 말하는 수도권과 같은 뜻이다.
자주 도도부현의 호칭으로서 "도"를 사용하는 것이 도쿄 도 뿐이기 때문에, "도쿄 도가 수도이다"라는 의견을 항간에서 볼 수 있지만 역사적 경위로서 올바르지 않다. 도쿄 도는 1868년부터 1943년까지 도쿄부였으며, 1943년 1월 "도쿄 도제안"이 가결되어 1943년 7월 1일에 도쿄 도제에 의해 도쿄 부·도쿄 시가 폐지되고 도쿄도가 설치되어 전후 지방 자치법 제3조 제1항의 "지방공공단체의 명칭은 종래의 명칭에 의한다"라는 규정에 근거해 도쿄 도라고 호칭하고 있지만 "도"라는 자구를 가지고 수도를 확정시키는 요소는 이러한 입법에서는 규정되어 있지 않다.
오사카도 구상이 실현되어 오사카시와 오사카부가 오사카 도로 통합될 경우 사실상 이중 수도 역할을 하게 된다.